# Gütenbach
Gütenbach è un comune tedesco di 1 131 abitanti, situato nel land del Baden-Württemberg.